# Chloroclystis hadenata
Chloroclystis hadenata là một loài bướm đêm trong họ Geometridae.